# Британская библиотека
Британская библиотека (англ. British Library) — национальная библиотека Великобритании и самая большая национальная библиотека в мире по количеству каталогизированных предметов. По оценкам, в ней хранится 170—200 миллионов предметов из многих стран. В качестве библиотеки обязательного депонирования Британская библиотека получает копии всех книг, выпущенных в Великобритании и Ирландии (около 8 тысяч в день), в том числе значительную долю зарубежных изданий, распространяемых в Великобритании. Библиотека является неведомственным государственным органом, финансируемым Департаментом культуры, средств массовой информации и спорта.
Британская библиотека является крупной исследовательской библиотекой, имеющей предметы на многих языках и во многих форматах, как печатных, так и цифровых: книги, рукописи, журналы, газеты, звукозаписи и записи музыки, видео, сценарии пьес, патенты, базы данных, карты, марки, гравюры, рисунки. Коллекции библиотеки включают около 14 миллионов книг, а также значительные запасы рукописей и исторических предметов, начиная с 2000 года до нашей эры. Собрание библиотеки увеличивается примерно на три миллиона предметов каждый год, что занимает 9,6 км новых полок. В читальных залах библиотеки есть места для более чем 1200 читателей.
До 1973 года библиотека была частью Британского музея. Закон 1972 года о Британской библиотеке отделил библиотеку от музея, но Британская библиотека находилась в здании музея до 1997 года, когда она переехала в специально построенное здание в районе Сент-Панкрас (между вокзалами Юстон и Сент-Панкрас). Также в состав библиотеки входят хранилище документов и читальный зал, находящиеся около Бостон-спа, Уэст-Йоркшир.

## История
Свои современные статус и название Британская библиотека обрела с принятием в 1972 году Закона о Британской библиотеке (англ. The British Library Act). В соответствии с ним были объединены библиотеки: Британского музея, Национальная центральная (основана в 1916), Патентного бюро, а также Совет по делам Британской национальной библиографии, Национальная библиотека-абонемент (Бостон Спа), Национальное бюро научной и технической информации.
На базе объединённых фондов Национальной центральной библиотеки и Национальной библиотеки-абонемента в 1973 году был создан Центр доставки документов.

## Управление и структура библиотеки
Британская библиотека финансируется государством, а также получает дополнительные средства от платных услуг, пожертвований и спонсоров. В правление библиотеки входят от 8 до 13 человек, один из которых назначается короной, остальные члены правления назначаются министром. Главный исполнительный директор является заместителем председателя правления.
Для оптимизации управления в Британской библиотеке, одной из первых в мире, с 1985 года было введено долгосрочное стратегическое планирование, определяющее преимущественные направления её работы.
Британская библиотека имеет три отделения:
- Британская библиотека, корпус в районе вокзала Сент-Панкрас. Здесь, в новом корпусе, строительство которого началось в 1997 году и завершилось в 1999 году, находятся основные книжные фонды;
- Газетная библиотека в Лондоне, Колиндейл[англ.] (Newspaper Library in London), содержит коллекцию из 50 000 газет и журналов со всего мира;
- Британская библиотека в Бостон-Спа (British Library in Boston Spa, Yorkshire), филиал библиотечного обслуживания, который занимается абонементом и обрабатывает заказы читателей из других городов Великобритании и из-за рубежа (4 миллиона заказов в год).

Доступ в читальные залы библиотеки бесплатный, без ограничения возраста, однако, по сложившейся практике читатели моложе 18 лет, которые могут воспользоваться фондами других библиотек, в читальные залы не допускаются. Читатели, занимающиеся научными исследованиями, получают читательский билет, позволяющий работать в фондах Британской библиотеки.

## Фонды библиотеки
В библиотеке в общей сложности 170 миллионов единиц хранения. По состоянию на 31 марта 2012 года в каталогах библиотеки насчитывалось всего 109,6 млн записей, из них: 66,3 млн патентов; 14,3 млн книг; 10,4 млн изданий на микроносителях; 8,3 млн филателистических материалов; 4,5 млн карт; 1,6 млн нотных изданий; 1,5 млн звуковых дисков; 787 787 серийных изданий; 357 986 рукописей. В собрании инкунабул Британской библиотеки хранится около четверти всех известных на сегодняшний день изданий XV века.

### Ценные коллекции и уникальные экспонаты
Библиотека содержит:
- Дуньхуанские рукописи из собрания Ауреля Стайна;
- Алмазная сутра;
- Евангелие из Линдисфарна;
- Два экземпляра «Библии Гутенберга»;
- Две копии 1215 года «Великой хартии вольностей»;
- Единственная в мире рукопись эпоса «Беовульф»;
- 347 страниц Синайского кодекса (приобретён у советского правительства);
- Планисфера Контарини, первая печатная карта Нового света;
- Рукописные партитуры Баха, Моцарта, Малера, Бриттена;
- Рукописи Леонардо да Винчи;
- Рукопись песни Pastime with Good Company.

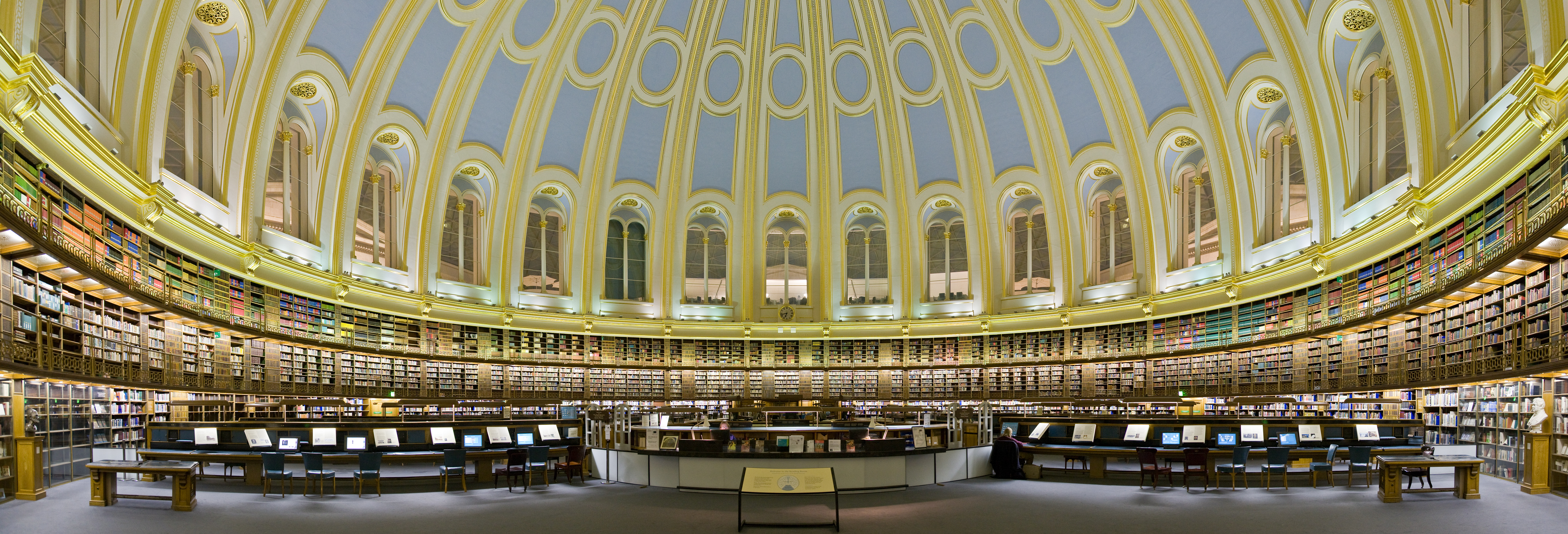
Знаменитый читальный зал Британского музея
(использовался библиотекой до 1997 года)